# Южноафрикански ранд
Рандът (съкратено: R) е паричната единица на Република Южна Африка, емитирана от Резервна банка на Южна Африка. Разделя се на 100 цента. Името идва от хребета Витватерсранд, върху който е основан Йоханесбург и където са открити най-големите залежи на злато в Южна Африка.
Рандът е официалната валута на Единната валутна зона между Южна Африка, Есватини и Лесото. Използва се още в Намибия и Зимбабве. Една от най-търгуваните на международните валутни пазари.

## История
Рандът е въведен на 14 февруари 1961 г., три месеца преди страната да бъде обявена за република. Заменя Южноафриканския паунд като официална валута при курс 2 ранда = 1 паунд или 10 шилинга. Същата година е основана и Република Южна Африка.

### Обменен курс
1 ранд е бил по-скъп от 1 щатски долар от създаването си до 1982, когато заради увеличаващото се политическо напрежение, комбинирано със санкциите, заради апартейда започва да губи стойност.
Несигурността относно бъдещето на страната понижава курса през 1985 г. до 2,40 спрямо долара и 3,60 през 1994 г. Избирането на Табо Мбеки за президент през 1999 г. сваля курса до 6 ранда за долар, а най-слабата точка на валутата е през 2001 г., когато пада до 13,84 за долар. След това бързо се възстановява и през 2004 г. обменният курс е 5,70 за долар.

## Банкноти
Първата серия е представена през 1961 с деноминации от 1, 2, 10 и 20 ранда, като дизайна и цветовете са подобни на стария паунд. Носят лика на Ян фан Рийбек, първият администратор на Нидерландската Източноиндийска компания. Банкнотите имат два варианта – на английски или африкаанс като първи език.
Първата деноминация от 5 ранда идва през 1966 г., а от 50 ранда – през 1984 г.
През 1990-те години са представени нови банкноти с образите на „Големите 5“: носорог, слон, лъв, африкански бивол и леопард, съответно на 10, 20, 50, 100 и 200 ранда.